# Marco Torresani
Marco Torresani (Cremona, 25 gennaio 1955) è un allenatore di calcio ed ex calciatore italiano, di ruolo centrocampista.

## Carriera

### Giocatore

Torresani (accosciato, primo da destra) al Brescia nel 1982

Cresciuto nel vivaio della Cremonese, ha debuttato in prima squadra nel campionato di Serie C 1971-1972, sotto la guida di Battista Rota. Nella stagione successiva è entrato stabilmente nel giro dei titolari, disputando 17 partite con una rete, venendo acquistato dal Torino, che lo incluse nella formazione Primavera. Nel 1974 è stato ceduto in prestito al Livorno, di nuovo in Serie C, prima di trasferirsi definitivamente al Parma: vi è rimasto per cinque stagioni, conquistando la promozione in Serie B al termine del campionato 1978-1979, dopo il vittorioso spareggio con la Triestina. Con i crociati ha disputato anche la successiva stagione cadetta, conclusa con la retrocessione.
Nel mercato estivo del 1980 è stato acquistato dal Brescia, a sua volta promosso in Serie A. Ha debuttato nella massima serie il 14 settembre 1980, nella sconfitta interna contro l'Avellino, disputando 23 partite con 2 reti, senza poter evitare una nuova retrocessione. Nelle annate successive ha militato nella Pistoiese (in Serie B), fino all'autunno 1982, quando è tornato al Brescia, nel frattempo retrocesso di nuovo. Con le Rondinelle ha ottenuto la promozione in Serie B nel 1985. Non venendo riconfermato, si è trasferito al Foggia, per una nuova stagione in Serie C1.
Esaurita l'esperienza foggiana, riscattò il cartellino e si trasferì al Fiorenzuola, formazione del Campionato Interregionale che ha allineato diversi giocatori con un passato nelle categorie superiori (tra cui la coppia di attacco Pircher-Ascagni), di cui è diventato capitano. All'inizio della stagione 1988-1989 si fratturò tibia e perone, dando così l'addio al calcio giocato.
Ha collezionato 23 presenze e 2 reti in Serie A e 72 presenze e 5 reti fra i cadetti.

### Allenatore
La sua prima esperienza su una panchina è avvenuta durante la prima stagione a Fiorenzuola, quando subentrò come allenatore-giocatore all'esonerato Aldo Jacopetti, ottenendo la salvezza. Due anni dopo, durante la riabilitazione per l'infortunio subito a Fiorenzuola, la società esonerò l'allenatore Mauro Gibellini e gli affidò nuovamente la panchina: ottenne un quarto posto e, riconfermato la stagione successiva, la prima promozione in Serie C2 della formazione emiliana.
Non essendo stato riconfermato al timone della squadra, guidò per alcuni mesi il Teramo prima di ottenere una nuova promozione in Serie C2 con il Legnano: anche in questo caso non venne riconfermato. Nella stagione 1993-1994 si divise tra Vogherese e i dilettanti della Casalese, sfruttando la nuova normativa federale che consentiva agli allenatori di cambiare squadra durante la stagione. Dopo un biennio al Montichiari, nel 1998 passò sulla panchina del Pavia: vi rimase per nove stagioni consecutive, portando la squadra dall'Eccellenza alla Serie C1, fino all'esonero avvenuto nel dicembre del 2006.
In seguito ha guidato per un'annata la Pro Vercelli e per tre i Crociati Noceto, con cui nel 2009 conquistò la promozione in Lega Pro Seconda Divisione. Nel 2011, in seguito alla decisione della società di non iscriversi al campionato, rimase inizialmente disoccupato; nell'ottobre successivo venne ingaggiato dal Carpenedolo, formazione bresciana di Serie D, subentrando ad Angelo Colombo. A fine stagione la formazione bresciana si salvò ai playout contro il Darfo e cedette il titolo sportivo al neonato Atletico Montichiari, sulla cui panchina si sedette ancora Torresani.
Nell'ottobre del 2014 è diventato l'allenatore della Castellana di Castel Goffredo, militante in Serie D. A fine stagione, tuttavia, non è riuscito ad evitare la retrocessione del club in Eccellenza.

## Palmarès

### Giocatore

#### Competizioni nazionali
- Campionato italiano Serie C1: 1

Brescia: 1984-1985 (girone A)

### Allenatore

#### Competizioni nazionali
- Campionato Interregionale: 1

Fiorenzuola: 1989-1990 (girone A)
- Campionato Nazionale Dilettanti: 1

Legnano: 1992-1993 (girone A)
- Campionato italiano Serie D: 2

Pavia: 2000-2001 (girone B)
Crociati Noceto: 2008-2009 (girone D)
- Campionato italiano Serie C2: 1

Pavia: 2002-2003 (girone A)

#### Competizioni regionali
- Campionato lombardo di Eccellenza: 1

Pavia: 1998-1999 (girone B)